# 宣州区
宣州区是中國安徽省宣城市下辖的一个市辖区。区域总面积为2533平方公里，总人口约84万。区人民政府驻叠嶂中路。

## 历史
西汉时，在境内开始置宛陵县，西晋为宣城郡郡治。隋朝时，改为宣城县。1987年，改宣城县置宣州市（县级市），2000年撤销，改设宣城市宣州区。

## 人口
根据安徽省宣城市第七次全国人口普查公报显示：宣州区常住人口为671209人，男性人口占比50.52%，女性人口占比49.48%，年龄结构中0-14岁占比14.03%，15-59岁占比63.45%，60岁以上占比22.52%，65岁以上占比18.93%。

## 行政区划
宣州区下辖9个街道办事处、14个镇、3个乡：
西林街道、澄江街道、鳌峰街道、济川街道、敬亭山街道、双桥街道、飞彩街道、金坝街道、向阳街道、水阳镇、狸桥镇、沈村镇、古泉镇、洪林镇、寒亭镇、文昌镇、孙埠镇、杨柳镇、水东镇、新田镇、周王镇、溪口镇、朱桥镇、养贤乡、五星乡和黄渡乡。

## 交通
- 宣杭铁路：宣城站
- 商杭客运专线：宣城站

## 特产
- 宣城木榨油：中国地理标志产品。